# Vyanda
Vyanda è un comune del Burundi situato nella provincia di Bururi con 29.685 abitanti (censimento 2008).

## Geografia antropica

### Suddivisioni amministrative
Il comune è suddiviso in 16 colline.